# Championnat féminin de la CONCACAF 1991
Navigation
Édition suivante
Le Championnat féminin de la CONCACAF 1991 est la première édition du Championnat féminin de la CONCACAF, qui met aux prises les 8 meilleures sélections féminines de football d'Amérique du Nord, d'Amérique centrale et des Caraïbes affiliées à la CONCACAF. La compétition se déroule à Haïti du 18 au 28 avril 1991. Elle sert également de tournoi qualificatif pour la Coupe du monde féminine de football 1991 qui se déroule en Chine du 16 au 30 novembre 1991 et pour laquelle le vainqueur du Championnat se qualifie directement.

## Villes et stades
| \| Port-au-Prince \| |                      |
| \| Port-au-Prince \| | Port-au-Prince Haïti |
| -------------------- | -------------------- |
| \| Port-au-Prince \| | Stade Sylvio Cator   |
| \| Port-au-Prince \| | Capacité: 10 500     |
| \| Port-au-Prince \| |                      |
| \| Port-au-Prince \| | Port-au-Prince       |

## Nations participantes
| Équipe                 |                       |                       |
| Zone Amérique du Nord  | Zone Amérique du Nord | Zone Amérique du Nord |
| ---------------------- | --------------------- | --------------------- |
| Canada                 |                       |                       |
| États-Unis             |                       |                       |
| Mexique                |                       |                       |
| Zone Caraïbes          |                       |                       |
| Haïti (hôte)           |                       |                       |
| Jamaïque               |                       |                       |
| Martinique             |                       |                       |
| Trinité-et-Tobago      |                       |                       |
| Zone Amérique Centrale |                       |                       |
| Costa Rica             |                       |                       |

## Compétition

### Phase de groupes
Le format du premier tour est celui d'un tournoi toutes rondes simple. Chaque équipe joue un match contre toutes les autres équipes du même groupe.
- Victoire : 2 points ;
- Match nul : 1 point ;
- Défaite : 0 point.